# Cratere Gale
Gale è un cratere di Marte del diametro di circa 154 km e con un'età stimata di circa 3,6 miliardi di anni. Si trova a sud della pianura Elysium Planitia. È stato chiamato così in onore di Walter Frederick Gale un astronomo dilettante che lo descrisse nel XIX secolo.
La missione NASA Mars Science Laboratory aveva come destinazione la zona denominata Yellowknife all'interno di Aeolis Palus che fa parte del cratere Gale, nella quale è atterrato il 6 agosto 2012 il rover Curiosity.
Nel dicembre del 2021 la famosa piattaforma exchange cripto.com ha partecipato ad un airdrop NFT (Non Fungible Token) di una GIFF chiamata Gale Crater , rilasciata a solo 20'000 partecipanti in tutto il mondo.
Ispirata alle straordinarie viste su Marte, questa collezione unica di NFT è stata rivendicata dalle Leggende che hanno trovato il codice QR segreto sul Pianeta Rosso, presente in Fortune Favors the Brave, la prima campagna globale del marchio di Crypto.com.
.

## Morfologia
All'interno del cratere è presente il rilievo Aeolis Mons e la depressione (Palus=palude in latino) simile ad un mare ma più ridotta Aeolis Palus.

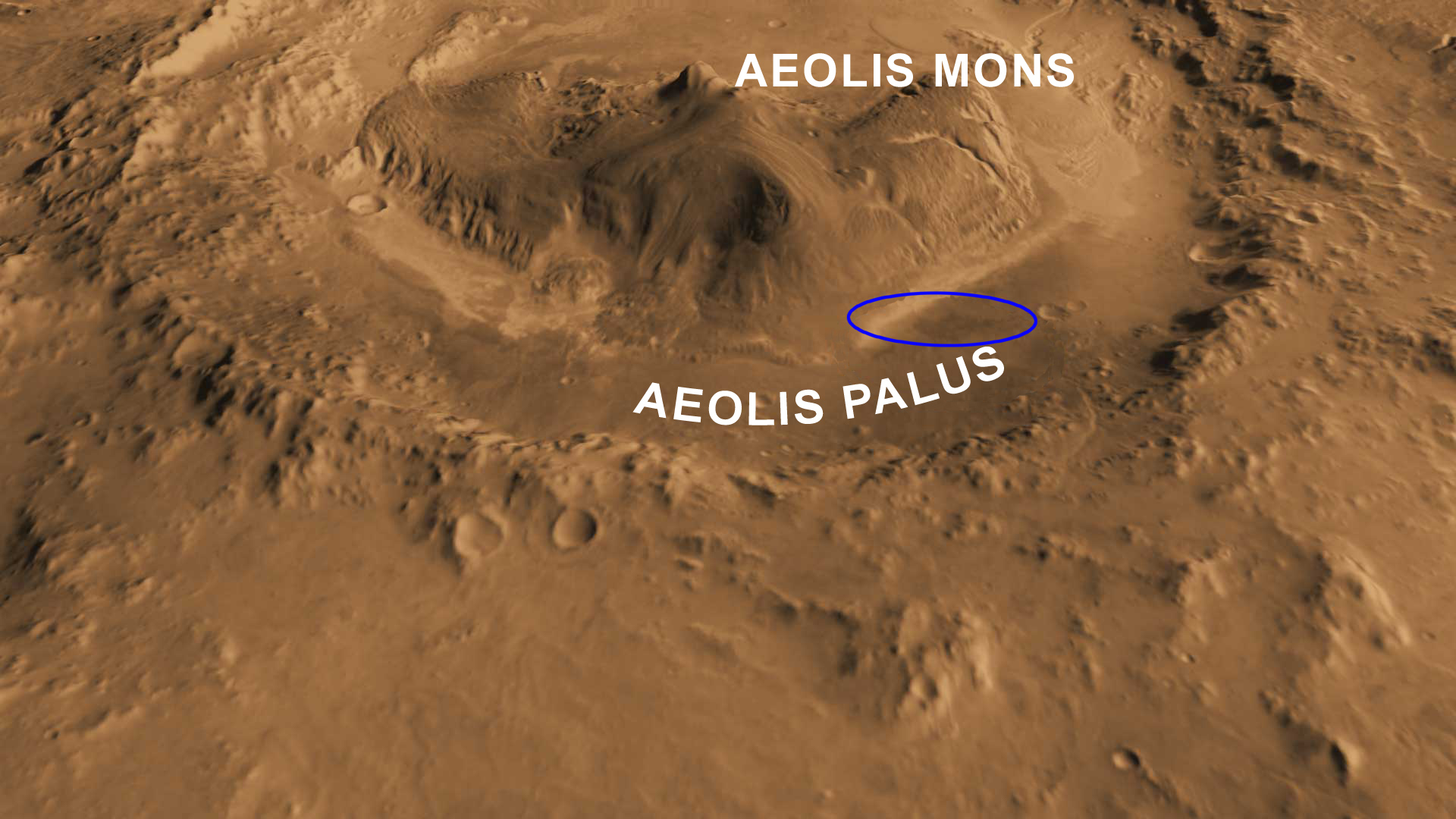
Cratere Gale